# Campionato slovacco femminile di pallanuoto
Il campionato slovacco maschile di pallanuoto è l'insieme dei tornei pallanuotistici femminili nazionali per club organizzati dalla Slovenský Sväz Vodného Póla.
Il campionato di massima divisione è il Vodnopólová extraliga žien ed è disputato a partire dal 1992; prima di allora i club slovacchi competevano nel campionato cecoslovacco.

## Albo d'oro
- 1992:  ŠKP Košice
- 1993:  ŠKP Košice
- 1994:  ŠKP Košice
- 1995:  ŠKP Košice
- 1996:  ŠKP Košice
- 1997:  PVK Vrútky
- 1998:  ŠKP Košice
- 1999:  PVK Vrútky
- 2000:  PVK Vrútky
- 2001:  PVK Vrútky
- 2002:  PVK Vrútky
- 2003:  PVK Vrútky
- 2004:  PVK Vrútky
- 2005:  PVK Vrútky
- 2006:  PVK Vrútky
- 2007:  PVK Vrútky
- 2008:  PVK Vrútky
- 2009:  PVK Vrútky
- 2010:  PVK Vrútky
- 2011:  PVK Vrútky
- 2012:  PVK Vrútky
- 2013:  Pirana SC Topoľčany
- 2014:  Pirana SC Topoľčany
- 2015:  ŠKP Košice
- 2016:  KVP Kúpele Piešťany
- 2017:  ŠK Olympia Košice
- 2018:  ŠK Olympia Košice
- 2019:  ŠK Olympia Košice
- 2020: non assegnato
- 2021: non assegnato
- 2022:  ŠK Olympia Košice
- 2023:  ŠK Olympia Košice
- 2024:  Slávia Bratislava
- 2025:  Slávia Bratislava

## Vittorie per squadra
| Squadra             | Titoli |
| ------------------- | ------ |
| PVK Vrútky          | 15     |
| ŠKP Košice          | 7      |
| ŠK Olympia Košice   | 5      |
| Pirana SC Topoľčany | 2      |
| Slávia Bratislava   | 2      |
| KVP Kúpele Piešťany | 1      |